# 긴등역
긴등역은 조선민주주의인민공화국 황해북도 황주군에 있는 평부선의 철도역이다.
근처에 ‘긴등’이라는 마을이 있다. 보관됨 2014-04-29 - 웨이백 머신